# Oxford (Maine)
Oxford é uma cidade  localizada no estado americano de Maine, no Condado de Oxford.

## Demografia
Segundo o censo americano de 2000, a sua população era de 3960 habitantes.

## Localidades na vizinhança
O diagrama seguinte representa as localidades num raio de 28 km ao redor de Oxford.